# ガナデロス・デ・カマグエイ
トロス・デ・カマグエイ（西: Toros de Camagüey）はキューバの野球リーグであるセリエ・ナシオナル・デ・ベイスボルに所属する野球チーム。本拠地はカマグエイ州カマグエイ。
以前はガナデロス・デ・カマグエイ（Ganaderos s de Camagüey）というチーム名であった。

## 概要
1967年にチームの前身となるファーマーズ（Granjeros）が設立され、1976年にリーグ優勝を果たしている。
1977年にセリエ・ナシオナル・デ・ベイスボルに加盟。
1997年-1998年シーズンに地区優勝してプレーオフに進出して以来、リーグ優勝や地区優勝からは遠ざかっている。
特徴として、多くの一流の外野手を生み出すチームとして知られている。

## 主な所属選手
- アレクサンデル・アヤラ（英語版）
- エリエル・サンチェス
- オマール・ルイス（英語版）
- ジャリエル・ロドリゲス
- ダニエル・カルボネール
- ダリー・バルトロメ
- ダリエル・アルバレス
- デイロン・ヴァローナ
- ノルヘ・ルイズ（英語版）
- ビショアンドリ・オデリン
- フランク・マダン
- ベドロ・クルス
- ヨルマニ・ソカラス
- ラザロ・サンタナ
- レスリー・アンダーソン
- ルイス・ウラシア（英語版）